# Redefinição das unidades do SI
As redefinições das unidades básicas do SI ocorreram em 16 de novembro de 2018 na através de votação unanime na 26ª Conferência Geral de Pesos e Medidas (CGPM), que o Comitê Internacional de Pesos e Medidas (CIPM) havia proposto no ano anterior. As novas definições do Sistema Internacional de Unidades entrarão em vigor em 20 de maio de 2019. O sistema métrico foi originalmente concebido como um sistema de medição derivável de fenômenos imutáveis, mas limitações técnicas exigiram o uso de artefatos (o protótipo de metro e o protótipo de quilograma) quando o sistema foi introduzido pela primeira vez na França em 1799. Projetado para não degradar ou decair com o tempo, esses protótipos estavam, na verdade, variando quantidades minúsculas de massa ao longo dos anos, mesmo em suas câmaras seladas. As mudanças na massa, e com elas os valores que os artefatos forneciam, eram de cerca de 50 partes por bilhão, tão minúsculas a ponto de serem imperceptíveis sem um equipamento mais sensível hoje. No entanto, sob essa mesma lógica, esses instrumentos mais sensíveis também não podem mais fornecer medições exatas, ou pelo menos não dentro de um nível de tolerância aceitável. Segundo o diretor do National Physical Laboratory do Reino Unido, essa flutuação poderia não fazer diferença hoje, mas faria em 100 anos.
Em 1960, o metro foi redefinido em termos do comprimento de onda da luz de uma fonte específica, tornando-o derivado de fenômenos naturais universais, deixando o protótipo de quilograma como o único artefato do qual as definições da unidade do SI dependem. Com essa redefinição, o SI é pela primeira vez totalmente derivável de fenômenos naturais. Quilograma, ampere, kelvin e mole foram redefinidos de acordo com valores numéricos exatos para a constante de Planck (h), a carga elétrica elementar (e), a constante de Boltzmann (k) e a constante de Avogadro (NA), respectivamente. O metro e a candela já estão definidos por constantes físicas, sujeitos a correção de suas definições atuais. As novas definições visam melhorar o SI sem alterar o tamanho de nenhuma unidade, garantindo assim a continuidade das medições existentes.

A principal mudança anterior do sistema métrico foi em 1960, quando o Sistema Internacional de Unidades (SI) foi formalmente publicado como um conjunto coerente de unidades de medida. O SI é estruturado em torno de sete unidades básicas cujas definições são irrestritas por qualquer outra unidade e por outras 22 unidades nomeadas a partir dessas unidades básicas. Embora o conjunto de unidades formasse um sistema coerente, o quilograma permaneceu definido em termos de um artefato físico e algumas unidades foram definidas com base em medidas difíceis de serem realizadas com precisão em laboratório, como a definição da escala de Kelvin em termos do ponto triplo. As novas definições adotadas pelo CIPM buscam remediar isto ao usar as quantidades fundamentais da natureza como base para derivar as unidades básicas. Isto significará, entre outras coisas, que o protótipo de quilograma deixará de ser usado como a réplica definitiva do quilograma a partir de 20 de maio de 2019. O segundo e o metro já estão definidos dessa maneira. Vários autores publicaram críticas às definições revisadas - incluindo que a proposta não conseguiu abordar o impacto de romper o vínculo entre a definição de dalton e as definições do quilograma, do mole e da constante de Avogadro (NA).
| |  | |
| O sistema SI antes da redefinição: dependência das definições da unidade básicas em outras unidades básicas (por exemplo, o metro é definido pela distância percorrida pela luz em uma fração específica de um segundo), com as constantes da natureza e artefatos usados para defini-los (como a massa do IPK para o quilograma). |  | O sistema SI após a redefinição: dependência das definições das unidades básicas em constantes físicas com valores numéricos fixos e em outras unidades básicas derivadas do mesmo conjunto de constantes. |